# Marionina sjaelandica
Marionina sjaelandica är en ringmaskart som beskrevs av Nielsen och Christensen 1961. Marionina sjaelandica ingår i släktet Marionina och familjen småringmaskar. Arten har ej påträffats i Sverige. Inga underarter finns listade i Catalogue of Life.